# Mordfall Friedrich Ferdinand Mattonet

Friedrich Ferdinand Mattonet

Der Mordfall Friedrich Ferdinand Mattonet wurde vom 3. bis 10. Juli 1909 sowie vom 10. Oktober bis 12. November 1910 vor dem Landgericht Trier verhandelt. Der 29-jährige Josef Breuer wurde beschuldigt, am 14. Oktober 1908 seinen homosexuellen Liebhaber Friedrich Ferdinand Mattonet erschossen zu haben. Mattonet war vor seinem Tod jahrelang durch Breuer wegen seiner Homosexualität erpresst worden. Der Fall erregte in der Zeit des Deutschen Kaiserreichs Aufsehen wegen der besonderen Umstände der Tat.

## Die Beteiligten

Josef Breuer

Friedrich Ferdinand Mattonet (* 1. November 1851 in Lüttich) war ein deutscher Geschäftsmann und Mühlenbesitzer. Er war vermögend, lebte in St. Vith, das damals zu Deutschland gehörte, war zum zweiten Mal verheiratet und hatte drei Söhne aus erster Ehe. Seine Homosexualität soll allgemein bekannt gewesen sein; seine Familie gab allerdings später an, nichts davon gewusst zu haben. Mattonet unterhielt geschäftliche und private Kontakte nach Aachen, wo man ihn den „Krösus aus der Eifel“ nannte, und nach Köln. Der Arzt und Sexualforscher Magnus Hirschfeld, der im späteren Prozess als Sachverständiger auftrat, sagte: „Mattonet erfreute sich wegen seines lauteren Charakters denkbar größter Liebe und Verehrung.“
Josef Breuer arbeitete um die Jahrhundertwende im Hüttenwerk Rothe Erde in Aachen und leistete von 1900 bis 1902 seinen Militärdienst ab. 1907 zog er nach Berlin, wo er gemeinsam mit einer Freundin einen luxuriösen Lebensstil pflegte, ohne dass erkennbar war, woher seine Einnahmen stammten. Er soll auch eine Ehefrau gehabt haben, die mit zwei Kindern in ärmlichen Verhältnissen in Lüttich lebte. Breuer selbst bezeichnete sich als „Radrennfahrer“ und behauptete, ein Freund von Weltmeister Thaddäus Robl zu sein, bestritt aber als Steher nur unbedeutende Rennen.
1898/1899 lernte Mattonet Josef Breuer kennen und freundete sich mit ihm an; Breuer war damals 19, Mattonet 47 Jahre alt. Mattonet soll eine Vorliebe für Männer „von einer gewissen Frechheit“ gehabt haben. Nach den späteren Ermittlungen der Polizei war Breuer in Berlin als „äußerst brutaler, flegelhafter, zu Gewalttaten neigender Mensch bekannt, der durch seine protzige Art, durch sein anmaßendes, freches Auftreten, durch sinnlose Geldvergäudung [sic!] sich die Antipathie der Menschen […] zugezogen hat“.  Wie weit die körperlichen Kontakte zwischen den beiden gingen, ist nicht bekannt. Breuer beteuerte später, die Freundschaft zu Mattonet sei „platonisch“ gewesen, und Mattonet habe lediglich seine Hand gehalten oder den Arm um seine Schultern gelegt.
Doch war offenbar Erpressung im Spiel: Mattonet soll eine Summe zwischen 100.000 und 500.000 Mark an Breuer gezahlt haben, damit dieser Mattonets homosexuelle Neigungen nicht öffentlich mache; homosexuelle Handlungen waren zudem nach § 175 strafbar. Nach Aussagen von Zeugen war bekannt, dass Breuer regelmäßig zu einem Freund ins Rheinland fuhr und mit größeren Summen zurückkehrte. In Briefen redete Breuer Mattonet mit „lieber Ferdi“ an und beendete diese mit „dein dich liebender“ oder „dein dich treu liebender“. Stets forderte Breuer Geld und begründete dies mit „Notlagen“, zuletzt damit, dass er selbst erpresst werde. Diese Form der verkappten Drohung, kompromittierende Enthüllungen zu machen, nannte Hirschfeld „Chantage“, die Erpresser selbst „Chanteure“.

## Die Tat
Am 14. Oktober 1908 trafen sich Breuer und Mattonet, wie schon mehrere Male zuvor, in Gerolstein. Dass Mattonet weiteren Geldforderungen nicht nachkommen wollte, kann man aus dem Zusatz seines Telegramms an Breuer ersehen: „Reise zwecklos“. Die beiden Männer gingen miteinander spazieren und passierten dabei einen Briefträger. Dieser hörte plötzlich einen Schuss, und Breuer rief: „Ferdinand, du stirbst doch nicht.“ In seinem Buch Die Homosexualität des Mannes und des Weibes beschreibt Hirschfeld den Tathergang so: Für fahrlässige Tötung „würde die Behauptung Breuers sprechen, daß er mit der Handhabung der Browning-Pistole nicht Bescheid gewußt haben will, sowie die Aussage eines Zeugen, daß der Angeklagte sich über den Leichnam gebeugt und weinend gerufen habe: ‚Fredi [sic!], du bist doch nicht tot?‘.“
Anschließend wurde Josef Breuer wegen Mordes verhaftet.

## Der Prozess
Am 5. Juli 1909 fand vor dem Landgericht Trier ein erster Prozess gegen Josef Breuer statt. Es waren 120 Zeugen sowie Sachverständige geladen, die Öffentlichkeit war ausgeschlossen. Während der Polizeiverhöre hatte Breuer die Erpressung von Mattonet eingestanden; im Prozess wurden zwei Männer erwähnt, die wahrscheinlich auch Erpressungsopfer von Breuer gewesen waren. Zum Tathergang selbst äußerte sich Breuer nicht; es konnte niemals geklärt werden, ob es sich um Mord oder Selbstmord handelte. Der Sachverständige Hirschfeld hielt sowohl Selbsttötung wie auch Mord, Affekthandlung oder fahrlässige Tötung für möglich. Ebenfalls konnte nicht geklärt werden, wem die Waffe gehört hatte, die erwiesenermaßen bei Kettner in Köln gekauft worden war.
Die Welt am Sonntag schrieb:

„Daß es Menschen von einer ungewöhnlichen Gemeinheit der Gesinnung gibt, war schon vor dem Prozeß gegen den ‚Rennfahrer‘ Breuer bekannt. Roheit und Niedertracht, Erpressertum und gleichgeschlechtliche Prostitution, sinnlose Verschwendungssucht und leichtfertige Skrupellosigkeit, die auch vor einem gelegentlichen Mord nicht zurückschreckt – alles ist schon dagewesen. […] möge dem öden Kultus ein Ende gemacht werden, den die breite Oeffentlichkeit mit Rennfahrern, Jockeis, Athleten und ähnlichen Helden treibt. […] Die Tatsache, dass ein Mensch dem andern um drei Nasenlängen auf dem Rade voraus ist, dürfte nun und nimmer zum Maßstabe irgend einer Wertschätzung werden.“

Josef Breuer wurde wegen Mordes zum Tode verurteilt sowie zum dauernden Verlust seiner Bürgerrechte. Das Urteil wurde ein Jahr später in einem zweiten Verfahren bestätigt. Als jedoch der Vollzug der Todesstrafe drohte, verwandten sich zahlreiche prominente Bürger für Breuer und strebten eine Begnadigung an, da angesichts der Todesstrafe Breuers Schuld nicht zweifellos genug festgestellt sei; darunter befanden sich Justizrat Erich Sello, der Arzt Magnus Hirschfeld, der Kriminalbeamte Hans von Tresckow und der Schriftsteller Hanns Heinz Ewers. Im Juni 1911 wandelte Kaiser Wilhelm II. die Todes- in eine lebenslange Zuchthausstrafe um. 1918 fiel Breuer auf Betreiben seines Anwaltes Johannes Werthauer unter eine allgemeine Amnestie der Weimarer Republik und wurde im Jahr darauf aus der Haft entlassen. 1930 bemühte er sich erfolglos um eine Wiederaufnahme des Verfahrens. Über seinen weiteren Lebensweg ist nichts bekannt.
Die Familie von Franz Ferdinand Mattonet verkaufte ihren Besitz in St. Vith und zog nach Aachen. In der Inflationszeit verlor sie ihr Vermögen. Wegen seiner Verdienste um die Stadt erklärte sich St. Vith 1926 bereit, Mattonets Grab auf dem dortigen Friedhof zu pflegen.

## Die Hintergründe
Der Arzt und Sexualforscher Magnus Hirschfeld zählte im Jahre 1914 rund 20 Mordfälle in den vergangenen fünf Jahren, die im Zusammenhang mit der Erpressung wegen Homosexualität standen. Laut seinen Erkenntnissen waren allein in Berlin innerhalb weniger Jahre fünf schwule Männer im Zusammenhang mit Erpressungsfällen getötet worden.
Hirschfeld schätzte die Bedrohung Homosexueller durch Erpresser höher ein als die durch § 175 selbst. Manche Opfer wurden von mehreren Personen erpresst, andere wiederum ein Leben lang, und mitunter zahlten die Kinder nach dem Tod des eigentlichen Erpressungsopfers weiter, um den Ruf der Familie zu schützen. Zwar erwarteten die Erpresser mehrjährige Haftstrafen, die tatsächlich auch verhängt wurden, aber: „Gegen seine Erpresser gerichtlich vorzugehen, war für das Opfer mit der Konsequenz verbunden, wegen § 175 angezeigt zu werden. Neben einer Verurteilung konnte dies das gesellschaftliche Aus bedeuten.“
Die Welt am Sonntag kommentierte 1909 den Hintergrund des Prozesses:

„Wenige werden leugnen, dass dem homosexuellen Treiben etwas Widerliches anhaftet. Trotzdem muß gerade jetzt wieder betont werden, daß die Aufhebung des Strafparagraphen [§ 175] dringend notwendig ist; denn die Verbrechen, die sich an ihn heften, sind weit schändlicher und infamer, als irgend eine widernatürlich geschlechtliche Handlung es sein kann. Solange die Aufhebung aber nicht erfolgt ist, ist es Sache des Publikums, den Opfern der Erpressung die Anzeige dadurch zu erleichtern, dass sie ihnen mit Nachsicht entgegenkommt und über diejenigen, die einen Erpresser zur Anzeige bringen und auf diese Weise ihre eigene Veranlagung offenbar machen müssen, nicht die geschlechtliche Aechtung verhängt. Wer in die Hände solcher Individuen gefallen ist, hat derartige Drangsale auszustehen gehabt, daß man ihm viel verzeihen kann und soll. Man mag ihn also getrost durch die Tatsache der Anzeige, die zur Befreiung der Gesellschaft von minderwertigen Elementen beiträgt, für rehabilitiert erklären.“